# Барово (община Демир Капия)
Вижте пояснителната страница за други значения на Барово.
Барово (на македонска литературна норма: Барово) е село в Северна Македония, в община Демир Капия.

## География
Селото е планинско, разположено източно от град Демир Капия. До него води път по долината река Бошавица.

## История
В XIX век Барово е българско село в Тиквешка кааза на Османската империя. Църквата „Света Богородица“ е от 1868 година. Според статистиката на Васил Кънчов („Македония. Етнография и статистика“) от 1900 г. Барево е има 474 жители, от тях 220 християни, 248 българи мохамедани, а 6 са цигани.
Всички християнски жители на Барово са под върховенството на Българската екзархия. По данни на секретаря на екзархията Димитър Мишев („La Macédoine et sa Population Chrétienne“) в 1905 година в Барово (Barovo) има 304 българи екзархисти и работи българско училище.
След Междусъюзническата война в 1913 година селото попада в Сърбия.
На етническата си карта от 1927 година Леонард Шулце Йена показва Барово (Barovo) като смесено българо-християнско и българо-мохамеданско (помашко) село.

## Личности
Родени в Барово
- Ангел Гълъбов, български просветен деец, учител в 1901 година в Барово, заточен след Солунската афера в Бодрум кале[5]
- Илия Якимов, български опълченец, I опълченска дружина, убит на 19 юли 1877 г.[6]

Починали в Барово
- Атанас Димитров Атанасов, български военен деец, подполковник, загинал през Втората световна война[7]